# Ciudad Olmeca
Ciudad Olmeca es una localidad del estado mexicano de Veracruz. Es parte del municipio de Coatzacoalcos.

## Demografía
| Censo | Población |
| ----- | --------- |
| 2000  | 786       |
| 2005  | 4 948     |
| 2010  | 16 074    |
| 2020  | 24 085    |